# 王軾 (正德進士)
王轼，浙江山陰縣（今浙江绍兴）人，明朝政治人物。

## 生平
正德二年（1507年）丁卯科浙江鄉試舉人，正德九年（1514年）登甲戌科進士。同年任直隸上海县知县。